# Федорищева, Анна Георгиевна
Анна Георгиевна Федорищева (6 декабря 1927 года, д. Жикино, Алмазский район, Уральская область, РСФСР, СССР — 27 марта 1994 года, Ревда, Свердловская область, Россия) — Герой Социалистического Труда (1961), старшая загрузчица Среднеуральского медеплавильного завода Министерства цветной металлургии СССР, Свердловской области.

## Биография
Родилась 6 декабря 1927 года в деревне Жикино (ныне — Октябрьский район Пермского края).
В 1941 году, в возрасте 14 лет, устроилась работать на лесозаготовках. В 1945—1949 годах работала воспитателем в детском саду города Ревды. С 1949 года работала в мартеновском цеху Ревдинского метизно-металлургического завода, где её смена была удостоена звания «Смена коммунистического труда». Затем работала старшей загрузчицей в медеплавильном цехе Среднеуральского медеплавильного завода.
Анна Георгиевна была членом КПСС, членом ВЦСПС, делегатом 13 и 14 съезда металлургов СССР.
Умерла 27 марта 1994 года, похоронена на городском кладбище Ревды.

## Память
26 августа 2016 года на здание № 45 по улице Спортивная, где проживала Анна Георгиевна, установлена мемориальная доска.

## Награды
За свои достижения была награждена:
- 09.06.1961 — звание Герой Социалистического Труда с золотой медалью Серп и Молот и орден Ленина «за выдающиеся успехи, достигнутые в деле по развитию цветной металлургии».